# Hostotipaquillo
Hostotipaquillo es una localidad del estado mexicano de Jalisco. Es cabecera del municipio de Hostotipaquillo.

## Demografía
| Gráfica de evolución demográfica |
|                                  |

| Censo | Población |
| ----- | --------- |
| 1900  | 2 153     |
| 1910  | 1 970     |
| 1921  | 1 986     |
| 1930  | 2 191     |
| 1940  | 2 014     |
| 1950  | 1 716     |
| 1960  | 1 897     |
| 1970  | 3 054     |
| 1980  | 2 681     |
| 1990  | 2 790     |
| 2000  | 3 030     |
| 2010  | 3 762     |
| 2020  | 3 500     |